# Tricholosporum laeteviolaceum
Tricholosporum laeteviolaceum là một loài nấm trong họ Tricholomataceae. Nó được tìm thấy ở châu Phi, và được miêu tả thành loài mới năm 1998.